# Hvad skal jeg være?
Hvad skal jeg være? er en dansk dokumentarfilm fra 1955, der er instrueret af Theodor Christensen efter eget manuskript.

## Handling
Erhvervsvejledningens betydning for Søren, 15 år.